# ベッキー・ニュートン
ベッキー・ニュートン（Rebecca Sara "Becki" Newton, 1978年7月4日 - ）は、アメリカ合衆国の女優。テレビドラマ『アグリー・ベティ』にメインキャストの一人であるアマンダ・タネン役で出演している。

## 人物
コネチカット州ニューヘイブンに生まれ、同じくコネチカット州のギルフォードに育つ。地元の劇場のミュージカルや演劇に参加し、 ペンシルベニア大学でヨーロッパ史の文学士号を取得して卒業した。
その後はニューヨーク市に引っ越し、テレビコマーシャルに出演する。ニューヨーク市で活動していた時、後に夫となる俳優のクリス・ディアマントポロスに出会っている。ディアマントポロスから道を尋ねられたことが出会いのきっかけだが、後にディアマントポロスがその駅から1ブロックもしないところに住んでいたことを知り、道案内の話もニュートンに話しかけるための口実だと分かった。なお、ディアマントポロスは出演中だったブロードウェイの『フル・モンティ』の公演にニュートンを招待したことがある。
『アグリー・ベティ』で共演したマイケル・ユーリーとは個人的な友人であり、番組の公式ポッドキャストで共同司会者を務めている。また、「Sofia's Choice」というエピソードでは別の雑誌のダサい助手・ルーシー役も務めている。シーズン2ではフェイ・サマーズ役がアマンダ役に似ていたという理由から フェイ役を受け継いでいる。

## 私生活
2005年5月12日に俳優のクリス・ディアマントポロスと結婚し、第1子を妊娠したことを2010年6月1日に発表した。同年11月に長男を出産し、2014年の初めには長女も出産している。
兄のマット・ニュートンも俳優で、『Dahmer』などの独立系映画に出演している 。母親のジェニファー・ニュートンは受賞歴のある画家で、おばのステファニー・チェイスはクラシックのバイオリン奏者である。

## 主な出演作品

### 映画
- アメリカン・ドリームズ American Dreams (2004)
- The Men's Room (2004) - リリー 役
- ルイーズに訪れた恋は… P.S. (2004)  - レベッカ役
- 奇跡のシンフォニー August Rush (2007)  - ジェニー役
- アザーフッド 私の人生 Otherhood (2019) - アンドレア役

### テレビドラマ
- コールドケース 迷宮事件簿 Cold Case (2003) - 若き頃のメラニー役
- ガイディング・ライト The Guiding Light  (2003-2004) - Fantasy Daughter役
- LAW & ORDER:性犯罪特捜班Law & Order: Special Victims Unit (2004) - Colleen Heaton役
- チャームド 魔女3姉妹 Charmed (2005) - Glamoured Piper役
- アグリー・ベティ Ugly Betty (2006-2010) - アマンダ・タネン 役、 Ruthie役（クレジットなし）
- アメリカン・ダッド American Dad! (2007) - Blonde hoe役、Mrs. Hannigan役
- Love Bites (2011) - Annie Matopoulos役
- ママと恋に落ちるまで How I Met Your Mother (2012 - 2013) - クイン・ガーベイ役
- The Goodwin Games (2013) - クロエ・グッドウィン役
- DIVORCE/ディボース Divorce (2018 - 2019) - ジャッキー役
- リンカーン弁護士 The Lincoln Lawer (2022-) - ローナ役

## バラエティ番組
- Burly TV (2001) - 司会